# José Suárez (fotógrafo)
José Suárez (Allariz, 1902 - La Guardia, 1974) fue un fotógrafo español nacido en Allariz, Orense.
Desde los 19 años colaboraba en la revista Vida Gallega, fundada en 1909 por Jaime Solá, lo que compatibilizaba con sus estudios de derecho en Salamanca y la realización de cortometrajes. En 1932 publicó un libro titulado "50 fotos de Salamanca" con prólogo de su amigo Miguel de Unamuno.
En esa época realizó diversos reportajes sobre diferentes actividades profesionales: alfareros, tejedores, segadores, marineros y romeros. En 1935 comenzó a realizar un documental cinematográfico llamado Mariñeiros en Morrazo pero no pudo terminarlo a causa de la guerra civil.
A finales de 1936 emigró a Argentina estableciéndose en Buenos Aires, tras unos años sin trabajo ejerció el reportaje gráfico para el diario La Prensa. En 1950 se trasladó a vivir a Punta del Este en Uruguay y tres años después aceptó ser corresponsal en Japón para los diarios La Prensa y El Día. 
Su estancia en Japón ejerció gran influencia en su vida y tras su regreso en 1956 estuvo dando a conocer el teatro Noh mediante conferencias y traducciones y realizó una exposición sobre sus fotografías japonesas titulada "Vislumbre de Japón" en Buenos Aires. Colaboró con la revista Life y US Camera.
En 1959 regresó a España aunque encontró ciertas dificultades para dar a conocer su trabajo. Su obra se puede relacionar con la fotografía humanista en tanto el hombre y su entorno es su tema central, ofreciendo del mismo una visión personal. Sin embargo algunos autores lo incluyen entre los fotógrafos encuadrados en la Nueva Objetividad.
En 1965 publicó un libro sobre La Mancha basado en una serie fotográfica en blanco y negro que ha sido muy valorada. En 1966 publicó un libro en el Reino Unido dedicado a los toros y titulado The Life and Death of the Fighting Bull. En 1982 se publicó un libro póstumo titulado "Galicia: terra, mar e xentes" que recogía 161 fotografías sobre su tierra natal.
En el año 2015 el Museo Centro Gaiás de Cidade da Cultura en Santiago de Compostela, organizó una exposición monográfica sobre el fotógrafo bajo el título José Suárez, unos ojos vivos que piensan. La exposición recorrió posteriormente varias ciudades, Nueva Delhi, La Coruña, Madrid, Buenos Aires, París, Tokio y Salamanca.